# شيغيلة مقلية
شيغيلة مقلية (بالإنجليزية: Shigella alkalescens)‏ هو أحد أنواع البكتيريا التابع لجنس الشيغيلة ضمن شعبة المتقلبات.